# 佳能EOS R5 Mark II
佳能 EOS R5 Mark II是佳能于 2024 年 7 月推出的一款全画幅无反相机。属于 EOS R 系统。与旗舰机型 EOS R1 同步推出，作为 EOS R5 的后继机型，这款相机在继承上代 EOS R5 诸多优势的基础上，于画质、视频拍摄、对焦以及连拍等关键领域实现全方位升级。成为EOS R 系统中兼顾静态摄影与动态视频的新一代全能机型。